# オオチゴユリ
オオチゴユリ（大稚児百合、学名：Disporum viridescens）はユリ科チゴユリ属の多年草 。別名、アオチゴユリ。チゴユリ属は、新しいAPG植物分類体系ではイヌサフラン科に分類される。

## 特徴
地下の根茎は横にはい、群生する。茎は高さ40-70cmになり、上部でよく分枝する。葉は互生し、葉身は長楕円形で、長さは6-8cmになる。
花期は5-6月。花は枝の先につき、下向きに咲く。花被片は6個あり、白色でやや緑色を帯びる。子房は球形で、子房と花柱は同じ長さ。雄蕊は6個あり、花糸と葯も同じ長さとなる。果実は球形の液果となり、黒色に熟す。
和名の由来は、同属のチゴユリ （稚児百合）に似るが、花が大きく茎も高いことによる。

## 分布と生育環境
日本では、北海道、本州の北部・関東地方・中部地方に分布し、山地の林内に生育する。国外では、朝鮮、中国（東北地方）、ウスリーに分布する。